# (554856) 2013 CF229
(554856) 2013 CF229 est un objet transneptunien faisant partie des twotinos.

## Caractéristiques
(554856) 2013 CF229 mesure environ 230 km de diamètre.